# Der Totmacher
Der Totmacher é um filme de drama alemão de 1995 dirigido e coescrito por Romuald Karmakar.
Foi selecionado como representante da Alemanha à edição do Oscar 1996, organizada pela Academia de Artes e Ciências Cinematográficas.

## Elenco
- Götz George - Fritz Haarmann
- Jürgen Hentsch - Prof. Dr. Ernst Schultze
- Pierre Franckh - Stenograph
- Hans-Michael Rehberg - Kommissar Rätz
- Matthias Fuchs - Dr. Machnik
- Marek Harloff - Fürsorgezögling Kress